# PinkFantasy
PinkFantasy (핑크판타지 (rr: ping-keu pantaji) na Coreia e ピンクファンタジー no Japão) foi um grupo feminino sul-coreano de K-pop sob a MyDoll Entertainment. Originalmente composto por oito integrantes, debutaram em 24 de outubro de 2018, com o single digital "Iriwa". O grupo tinha um conceito que misturava o sobrenatural e a fantasia, representando contos de fadas clássicos como "Alice no País das Maravilhas", "Cinderela" e "Branca de Neve" em suas letras e videoclipes. Além disso, o grupo se destacava por ter uma integrante mascarada, Daewang, cuja identidade real nunca foi revelada ao público. 
O grupo suspendeu suas atividades em 1º de janeiro de 2024, com todas as membros restantes seguindo suas carreiras solo sob a empresa. Em 5 de julho, a MyDoll Entertainment anunciou que o grupo oficialmente havia encerrado suas atividades.

## Significado do nome do grupo
Em uma entrevista com o Pink Fantasy, Momoka declarou que "Pink" significava amor e felicidade, e "Fantasy" significava uma realidade desejada. Quando colocados juntos, isso significa que o Pink Fantasy quer ser um grupo que dá muito amor e felicidade às inúmeras pessoas que buscam o mesmo em suas realidades difíceis. Eles esperam que, ao estarem com o Pink Fantasy, as pessoas tenham a chance de realmente experimentar essas emoções por si mesmas. É isso que o Pink Fantasy busca alcançar através de sua música.

## Nome do fandom
Em 25 de dezembro de 2018, o nome do fandom foi anunciado como LUVIT (pronunciado "labit"). Escolheram esse nome porque a pronúncia é semelhante a "rabbit" (coelho, em inglês), e o coelho é representativo do PinkFantasy, já que uma das integrantes (Daewang) usa sempre uma máscara de coelho. O nome foi revelado aos fãs em uma entrevista para o site Café Daum.

## Cores oficiais
A cor representativa do grupo é rosa, fazendo jus ao nome PinkFantasy. Cada integrante possui uma cor que representa sua passagem no grupo.
Daewang - Verde Claro, Aini - Branco, SeeA - Roxo, Yechan - Azul Escuro, SangA -Azul Claro, Yubeen - Laranja, Harin - Rosa, Momoka - Amarelo, Arang - Vermelho, Miku - Azul Claro, Heesun - Laranja, Rai - Não definido.

## 2018: Criação, Sugar Powder, Estreia com "Iriwa", mudanças na formação
A CEO da MyDoll Entertainment, Lee Sohee, criou o Pink Fantasy com o objetivo de proporcionar representação para idols de diferentes personalidades, origens e faixas etárias, oferecendo uma plataforma para mostrar seus talentos e brilhar. O grupo tem uma das maiores diferenças de idade na indústria do K-Pop, com a integrante mais velha, Aini, nascida em 1989, e Rai, em 1990, enquanto a integrante mais nova, Heesun, nasceu em 2005.
Na visão de Lee Sohee, a idade não importa em um grupo, desde que haja um vínculo forte entre os membros. Os próprios membros também consideram o Morning Musume como um dos seus modelos devido ao elenco de idades diversas e ao vínculo familiar entre cada membro.
Antes de debutarem oficialmente em outubro, o grupo já contava com uma subunidade promocional chamada Sugar Powder. Esta subunidade era composta pelas integrantes Harin, Arang e Heesun. As três costumavam fazer covers de outra subunidade de K-pop conhecida como Orange Caramel em eventos para promover o grupo.
O grupo fez sua estreia oficial em 24 de outubro de 2018 com o single álbum "Iriwa", acompanhado por um videoclipe que faz referência ao tema "Alice no País das Maravilhas", com Daewang representando o Coelho Branco e as demais integrantes vestindo roupas brancas e orelhas de coelha. O videoclipe apresenta a formação original com Daewang, Aini, SeeA, Yechan, Harin, Arang, Heesun e Rai. Esta última deixou o grupo pouco antes do debut e foi substituída por Cho Yubeen nas atividades e lançamentos futuros. Devido à falta de tempo, o videoclipe não foi regravado com Yubeen, mas a música foi regravada para incluir sua voz em vez da de Rai. O videoclipe foi dirigido por Shindong, do Super Junior, que futuramente também trabalharia com o grupo em outros projetos.

## 2019: Debut Japonês, Subunidades, Hiato de Yubeen, SangA, "Fantasy", Saída de Heesun e "Playing House"
Em 28 de maio de 2019, o grupo fez sua estreia no Japão com a versão japonesa do single" Iriwa." A nova versão da música conta com um videoclipe inédito, e as vozes das oito integrantes foram regravadas em japonês. Esse é o primeiro videoclipe a incluir a imagem de Yubeen, ao contrário da versão coreana.
Em 26 de março de 2019, PinkFantasy SHY (핑크판타지 샤이) foi a segunda subunidade do grupo a ser apresentada. Elas debutaram com as integrantes SeeA, Yubeen e Harin, lançando o single digital "12 O'Clock", inspirado no conto de fadas "Cinderela".
Mais tarde no mesmo ano, em 20 de junho, a MyDoll Entertainment anunciou que Yubeen entraria em um hiato temporário após ser diagnosticada com transtorno do pânico.
Em 18 de julho, o grupo revelou uma nova integrante, SangA (Lee Sang-ah). Ela já possuía experiências anteriores como trainee e fez parte da formação pré-debut do grupo feminino de K-pop FANATICS. O grupo teve seu primeiro comeback com o single "Fantasy" no dia 5 de agosto de 2019. Ao contrário de seus lançamento anterior, "Fantasy" adota uma imagem mais sombria para as integrantes, com uma clara inspiração no rock para impactar o ouvinte.
Em 18 de outubro de 2019, a empresa anunciou que Heesun se afastaria do PinkFantasy para se recuperar de ansiedade e depressão.
Em 1 de dezembro de 2019, inspirado no conto de "Branca de Neve e os Sete Anões", o grupo lançou seu mais novo single intitulado "Playing House". O videoclipe foi lançado uma semana depois. Embora as imagens promocionais incluíssem a presença de Yubeen, ela não pôde participar deste lançamento.
Em 19 de dezembro de 2019, a nova subunidade do grupo, composta pelas integrantes Yechan e Yubeen, chamada MDD, debutou com o single "Not Beautiful".

## 2020: Saída de Aini, Yubeen e SangA, "Shadow Play", Integrantes convidadas
No dia 12 de abril de 2020, a MyDoll Entertainment divulgou um comunicado informando que Aini havia deixado o grupo por motivos de saúde, e que Arang foi escolhida para sucedê-la como líder. Aini permaneceu na empresa, que continua a gerenciar sua carreira de modelo e seus trabalhos futuros.
No dia 19 de junho de 2020, uma imagem teaser foi postada na conta oficial do grupo no Twitter, intitulada "Shadow Play". A imagem indicava um lançamento previsto para julho; com apenas quatro membros presentes—SeeA, SangA, Harin e Arang—sugerindo que uma nova subunidade estaria debutando.
No dia 28 de junho de 2020, a MyDoll Entertainment divulgou um comunicado informando que Yubeen havia deixado o grupo devido a problemas de saúde.
No dia 14 de julho de 2020, "Shadow Play" foi lançado. Apesar de ser uma música da subunidade PinkFantasy Shadow, ela foi lançada sob o nome do grupo original para que o grupo pudesse ganhar mais destaque em suas apresentações.
No dia 21 de outubro de 2020, a MyDoll Entertainment anunciou que SangA deixou o PinkFantasy após solicitar o término de seu contrato devido a questões pessoais.
No dia 30 de dezembro de 2020, a empresa anunciou que a ex-integrante Heesun e as trainees japonesas da MyDoll, Momoka, Miu e Miku, participariam como integrantes convidadas no novo single digital e álbum do Pink Fantasy, previsto para o próximo ano.

## 2021: "Lemon Candy", Novas integrantes, Alice in Wonderland, e "Tales of the Unusual"
No dia 21 de janeiro de 2021, PinkFantasy, com a ex-integrante convidada para o lançamento, Heesun, lançou seu terceiro single digital intitulado "Lemon Candy".
Em fevereiro de 2021, todas as fotos da trainee Hanamori Miu, foram removidas da conta oficial do MyDoll Girls no Twitter, assim como todos os seus vídeos nas contas oficiais do grupo, confirmando sua saída antes de seu debut oficial, não chegando a ser considerada uma integrante fixa do grupo.
No dia 10 de maio de 2021, o grupo anunciou que durante um próximo encontro de fãs, programado para acontecer em 13 de maio, seriam apresentadas duas novas integrantes que se juntariam à formação oficial do grupo, juntamente com a integrante Heesun. Durante o evento, as duas novas integrantes foram reveladas como Momoka (Matsuda Momoka) e Miku (Katae MIku).
Em 6 de junho de 2021, foi anunciado através das redes oficiais, o lançamento da canção "Poison" para o 21 de junho. No dia seguinte foram lançadas duas fotos conceituais para este comeback, juntamente com o anúncio do primeiro EP, "Alice in Wonderland", que foi lançado no mesmo dia.
Em 21 de junho de 2021, o EP "Alice In Wonderland"  foi lançado juntamente com o videoclipe de "Poison". A trilogia do álbum, composta pelas músicas "Iriwa", "Fantasy" (regravadas) e a inédita "Poison", narra uma história intensa. A trama retrata a tentação do Coelho Branco, levando Alice a cair em sua armadilha. Em "Poison", vemos a vida de Alice envolta em arrependimento, enquanto ela se junta ao Coelho Branco, enfrentando as mudanças profundas e subsequentes que ocorrem como resultado das emoções conflitantes que ela vivencia.
No dia 31 de outubro de 2021, PinkFantasy lançou seu quarto single digital, "Tales of the Unusual". Em 7 de dezembro, o grupo anunciou o lançamento de um novo single digital intitulado "Merry Fantasy", que foi lançado em 10 de dezembro.

## 2022: Hiato de SeeA e "Bizarre Story"
Em julho de 2022, as integrantes Yechan, Daewang, e a líder Arang, revelaram que estariam preparando um novo single álbum, com lançamento previsto para o verão ou início do outono, que traria de volta o conceito heavy metal para o grupo. No dia 16 de setembro, foi anunciado que as integrantes SeeA e Daewang não participariam do comeback. SeeA estava em hiato devido a uma lesão na costela, e Daewang trabalharia na produção da música.
No dia 30 de setembro, um teaser foi lançado nas contas oficiais do grupo, revelando que "Bizarre Story" seria lançado em 24 de outubro.

## 2023-2024: Saída de Yechan e Harin, PinkFantasy X, Hiato indefinidado e Disband
Por volta de agosto em 2023, uma nova subunidade do grupo foi apresentada, chamada PinkFantasy X, composta por Harin, Momoka, Arang, Miku e Heesun. Embora a subunidade tenha se apresentado em alguns eventos, nenhuma música inédita foi lançada por elas. No dia 7 de novembro de 2023, foi anunciado que o grupo entraria em uma pausa por tempo indeterminado para focar nas atividades individuais de suas integrantes, com Yechan e Harin se graduando do grupo. O grupo manteve suas atividades até dezembro do mesmo ano, e a pausa começou oficialmente em janeiro de 2024.
No dia 28 de dezembro, o grupo realizou seu último evento como um grupo de oito membros.
Em 4 de julho de 2024, a MyDoll Entertainment anunciou que o grupo encerrou oficialmente suas atividades, levando em consideração as opiniões de cada integrante.

## Subunidades
Sugar Powder (슈가파우더)
Sugar Powder foi a primeira subunidade oficial do Pink Fantasy. O grupo é composto por três membros: Harin, Arang e Heesun. Elas eram utilizadas para promover o grupo principal antes de seu debut em outubro de 2018, se apresentando em alguns eventos musicais

###### PinkFantasy SHY  (핑크판타지 샤이)
O nome desta subunidade é um acrônimo para as primeiras letras dos nomes das membros (SeeA, Harin e Yubeen). Também se refere à palavra inglesa "shy", que significa tímido. Lançaram o primeiro single "12 o'clock" (junto com um videoclipe) em 26 de março de 2019. Após a saída de Yubeen do grupo principal, Arang foi escolhida para substituí-la como integrante da subunidade.

###### PinkFantasy MDD
O nome MDD é um acrônimo para Music Daily Doctor. Elas têm como objetivo curar corações com sua música. A subunidade estreou em 19 de dezembro de 2019 com o single "Not Beautiful" e foi composta por duas integrantes, Yechan e Yubeen.

###### PinkFantasy Shadow
A subunidade reflete um conceito mais maduro para as integrantes. Estrearam em 14 de julho de 2020 com o single "Shadow Play", embora o single tenha sido promovido em shows musicais como uma música do grupo principal. A subunidade foi composta por SeeA, SangA, Harin e Arang.
PinkFantasy X
A subunidade PinkFantasy X foi uma unidade exclusiva para apresentações e não teve lançamentos de músicas. Foi composta por Harin, Momoka, Arang, Miku e Heesun.

## Membros

### Ex-integrantes[6]
| Membros                 | Posições                                                                               | Anos em Atividade   |
| ----------------------- | -------------------------------------------------------------------------------------- | ------------------- |
| Daewang                 | Rapper de Apoio, Vocalista, Face                                                       | 2018-2024           |
| Aini (Kim Hee-jung)     | Líder (2018-2020), Rapper de Apoio, Vocalista, Visual                                  | 2018-2020           |
| SeeA (Kang Eun-young)   | Rapper Principal, Vocalista                                                            | 2018-2024           |
| Yechan (Kim Ye-chan)    | Vocalista principal                                                                    | 2018-2023           |
| SangA (Lee Sang-ah)     | Vocalista, Dançarina de Apoio                                                          | 2019-2020           |
| Yubeen (Cho Yu-bin)     | Dançarina Principal, Vocalista de Apoio                                                | 2018-2020           |
| Harin (Park Geun-hye)   | Dançarina de Apoio, Vocalista                                                          | 2018-2023           |
| Momoka (Matsuda Momoka) | Dançarina Principal, Vocalista                                                         | 2021-2024           |
| Arang (Park Ye-rim)     | Líder (2020-2024), Dançarina Principal, Vocalista de Apoio, Rapper, Maknae (2019-2021) | 2018-2024           |
| Miku (Katae Miku)       | Dançarina de Apoio, Vocalista, Rapper                                                  | 2021-2024           |
| Heesun (Park Hee-sun)   | Dançarina de Apoio, Vocalista, Maknae (2018–2019; 2021–2024)                           | 2018–2019 2021–2024 |
| Rai (Park Yu-na)        | Vocalista, Dançarina                                                                   | 2018 (pré-debut)    |

## Videografia
| Ano  | Videoclipe                    | Diretor                                        | Coreografia                  | Obs.               |
| ---- | ----------------------------- | ---------------------------------------------- | ---------------------------- | ------------------ |
| 2018 | 이리와 (Iriwa)                | Walala Crew (Shindong)                         | -                            |                    |
| 2019 | 12 O'Clock                    | Walala Crew (Shindong)                         | Peacock, Moontrue            | PinkFantasy SHY    |
| 2019 | Fantasy                       | Walala Crew (Shindong)                         | Peacock, Moontrue            |                    |
| 2019 | 소꿉장난 (Playing House)      | ARTBEAT (Kim Jun-seok)                         | Peacock, Moontrue            |                    |
| 2019 | 아름답지 않아 (Not Beautiful) | Walala Crew (Shindong)                         | -                            | PinkFantasy MDD    |
| 2020 | 그림자 (Shadow Play)          | Walala Crew (Shindong), ZanyBros (Lee Hae-jin) | MOTF (Park Hae-ri, Kim Beom) | PinkFantasy Shadow |
| 2021 | Lemon Candy                   | PinkFantasy (Daewang), mcmkd                   | MOTF (Park Hae-ri, Kim Beom) |                    |
| 2021 | 독 (Poison)                   | ZanyBros (Sim Ji-hyeong)                       | MOTF (Park Hae-ri, Kim Beom) |                    |

## Turnês

### PinkFantasy Latin Tour[24]
- 14 de fevereiro - México
- 16 de fevereiro - Colômbia
- 19 de fevereiro - Paraguai
- 21 de fevereiro - Uruguai
- 23 de fevereiro - Argentina